# Mimardaris
Genre
Mimardaris est un genre de lépidoptères de la famille des Hesperiidae, de la sous-famille des Pyrginae et de la tribu des Pyrrhopygini.

## Dénomination
Le genre Mimardaris a été nommé par Olaf Mielke en 2002.

## Liste des espèces
- Mimardaris aerata (Godman & Salvin, 1879) ; présent en Colombie
- Mimardaris lomax (Evans, 1951) ; présent au Pérou
- Mimardaris minthe (Godman & Salvin, 1879) ; présent en Équateur
- Mimardaris montra (Evans, 1951) ; présent au Pérou
- Mimardaris pityusa (Hewitson, 1857) ; présent en Colombie et en Équateur
- Mimardaris porus (Plötz, 1879) ; présent en Colombie et au Pérou
- Mimardaris sela (Hewitson, 1866) ; présent en Colombie, en Équateur, en Bolivie et au Pérou[2]